# Нересниця (річка)
Нересниця (словац. Neresnica) — річка в Словаччині; ліва притока Слатини довжиною 25.5 км. Протікає в окрузі Зволен.
Витікає в масиві Словацькі Середні гори на висоті 460 метрів. Протікає територією сіл Плешовці; Саса; Добра Ніва і міста Зволен.
Впадає у Слатину на висоті 270 метрів.